# Phyllis Margaret Duncan Tate
Phyllis Margaret Duncan Tate (Gerrards Cross, graafschap Buckinghamshire, 6 april 1911 – Londen, 29 mei 1987) was een Brits componiste.

## Levensloop
Tate vertrok met haar ouders na de Eerste Wereldoorlog naar Londen. Een van de eerste instrumenten, die zijn leerde te bespelen, was een Ukulele. Haar uitvoeringen waren naar meening van een professor aan het Muziek-Conservatorium te Blackheath niet overtuigend, omdat hij deze uitvoering heeft bespot. Maar hij deed het aanbod, haar lessen voor betere muziek te laten geven, zo kwam de contact met haar ontdekker Harry Farjeon tot stand. Bij deze professor studeerde zij van 1928 tot 1932 aan de Royal Academie of Music in Londen.
Haar eerst werk in een openbaar concert was het Concerto, voor cello en orkest in 1933.
In 1935 huwde zijn met Alan Frank, een medewerker van Oxford University Press. Zij was lid van de Performing Rights Society's Member Fund en van 1976 tot 1981 hun president. Eveneens was zijn lid van de Composers' Guild sinds 1959 en in 1971 hun voorzitter.

## Composities

### Werken voor orkest
- 1933 Concert, voor cello en orkest
- 1941 Prelude, Interlude, and Postlude, voor kamerorkest
- 1944 Concerto, voor saxofoon en strijkers - (in opdracht van de BBC)
- 1958 London Fields, suite voor orkest - (in opdracht van de BBC Light Music Festival in 1958)
  1. Kew Gardens
  2. Hampton Court Maze
  3. St. James' Park
  4. Hampstead Heath
- 1977 Panorama, voor strijkers (in opdracht van het North Wales Music Festival)
- Song Without Words, voor solo trompet, solo fagot en orkest
- Valse lointaine

### Werken voor brassband
- 1969 Illustrations

### Muziektheater

#### Opera's
| Voltooid in | titel                      | aktes       | première             | libretto                                                |
| ----------- | -------------------------- | ----------- | -------------------- | ------------------------------------------------------- |
| 1960        | The Lodger                 | 2 bedrijven | 14 juli 1960, Londen | David Franklin gebaseerd op het verhaal Jack the Ripper |
| 1963        | Dark Pilgrimage (tv-opera) |             |                      |                                                         |
|             | The What D’Ye Call It      |             |                      | VC Clinton-Baddeley naar een farce van John Gay         |

#### Operettes
| Voltooid in | titel                            | aktes | première                              | libretto                                                        |
| ----------- | -------------------------------- | ----- | ------------------------------------- | --------------------------------------------------------------- |
| 1930        | The Policeman's Serenade         |       | 1930, Londen, Royal Academy of Music, | Sir Alan Patrick Herbert                                        |
| 1968        | Twice in a Blue Moon             |       |                                       | Christopher Hassall naar een thema uit het leven van John Crome |
| 1982        | Scarecrow                        |       |                                       | Michael Morpurgo                                                |
|             | The Story of Lieutenant Cockatoo |       |                                       |                                                                 |
|             | Solar                            |       |                                       |                                                                 |

### Cantates
- 1956 The Lady of Shalott, cantate in vier bewegingen voor tenor, altviool, slagwerk (2 of 3 spelers), 2 piano's en celesta duet - tekst: Alfred Tennyson
- A Pride of Lions, cantate (in opdracht van het Nottingham Festival)

### Werken voor koren
- 1945-1946 Six Songs of Sundry Natures on Elizabethan poems, voor kinderkoor
- 1953 Choral Scene from «The Bacchae», voor gemengd koor (voor het Leeds Festival in 1953)
- 1959 Witches and Spells choral suite
- 1966 Seven Lincolnshire Folk Songs, voor gemnengd koor en instrumenten
- 1967 (A Secular) Requiem, voor gemengd koor en orkest
- 1970 To Words by Joseph Beaumont, voor vrouwenkoor
- 1978 All the World's a Stage, voor gemengd koor en orkest
- 1978 Compassion to mark the 150th Anniversary of the Royal Free Hospital, voor gemengd koor en orkest - tekst: Ursula Vaughan Williams
- 1978 Compassion, voor gemengd koor en orgel (of orkest)
- Choral Scene from the «Bacchae of Euripides», voor dubbel gemengd koor en orgel - tekst: Gilbert Murray
- Four Negro Spirituals, voor gemengd koor
  1. Joshua fight de battle ob Jericho
  2. My Lord, what a morning
  3. I got a robe
  4. Swing low, sweet chariot

### Vocale muziek
- 1946 Nocturne, voor vier solo stemmen, strijkkwartet, contrabas, basklarinet en celesta
- 1965 A Victorian Garland, voor twee stemmen (sopraan, contraalt), horn en piano - tekst: Matthew Arnold
- 1967 Christmas Ale, voor solisten, gemengd koor en orkest
- 1968 Apparitions, voor tenor, harmonica, strijkkwartet en piano
- 1969 Coastal Ballads, voor bariton en instrumenten
- 1972 Serenade to Christmas, voor mezzosopraan, gemengd koor en orkest (in opdracht van de Royal Scottish Academy of Music)
- 1973 Creatures Great and Small, voor mezzosopraan, gitaar, contrabas en slagwerk
- 1974 Two Ballads, voor mezzosopraan en gitaar
- 1975 Songs of Sundrie Kindes, voor tenor en luit
- 1976 St. Martha and the Dragon, voor spreker, sopraan en tenor solo, gemengd koor, kinderkoor en kamerorkest - tekst: Charles Causley
- 1976 Scenes from Kipling, voor bariton en piano
- 1978 Scenes from Tyneside, voor mezzosopraan, klarinet en piano
- 1980 The Ballad of Reading Gaol, voor bariton, orgel en cello
- The Lark in the Clear Air, voor tenor, altviool, slagwerk en harp
- The Phoenix and the Turtle, voor tenor en instrumentaal-ensemble

### Kamermuziek
- 1947 Sonata, voor klarinet en cello
- 1952 rev.1982 Strijkkwartet (gereviseerde versie als: Movements for String Quartet)
- 1958 Air and Variations, voor altviool, klarinet en piano
- 1970 Variegations, voor altviool
- 1974 The Rainbow and the Cuckoo, voor hobo, viool, altviool en cello
- 1974 Sonatina Pastorale, voor harmonica en klavecimbel
- 1977 A Seasonal Sequence, voor altviool en piano
- 1981 Prelude-Aria-Interlude-Finale, voor klarinet en piano
- The Rainbow and the Cuckoo, voor hobo en strijktrio

### Werken voor piano
- 1973 Lyric Suite, voor piano duet
- 1973 Exploitations around a Troubadour Song, voor piano solo
- London Waits voor twee piano's